# Између два зла
„Између два зла“ је двоструки концертни албум групе Блок аут, издат 2001. године.

## Списак песама
Између два зла 1
1. „Три корне пенал“ – 10:06
2. „Рођенданска песма“ – 5:01
3. „Недоступна поља“ – 6:12
4. „Раскорак“ – 7:34
5. „Звездане стазе“ – 2:38
6. „Сан који срећан сањаш сам“ – 4:34
7. „Трење“ – 9:36
8. „1228 (зечеви бели)“ – 5:43
9. „Чаробни акорд“ – 4:26
10. „Финансијска конструкција“ – 5:07
11. „Депонија“ – 9:27

Између два зла 2
1. „Кад ходам“ – 4:29
2. „Девојко мала“ – 3:12
3. „Вертикално гледано“ – 6:50
4. „Поштар“ – 3:45
5. „Секира“ – 6:23
6. „Против себе“ – 5:00
7. „Судопера“ – 3:25
8. „Манастир“ – 3:05
9. „Блентостамин“ – 6:14
10. „СДСС“ – 5:42
11. „Кома“ – 10:37